# Liendo
Liendo – gmina w Hiszpanii, w prowincji Kantabria, w Kantabrii, o powierzchni 26,57 km². W 2011 roku gmina liczyła 1290 mieszkańców.